# 広瀬宰平

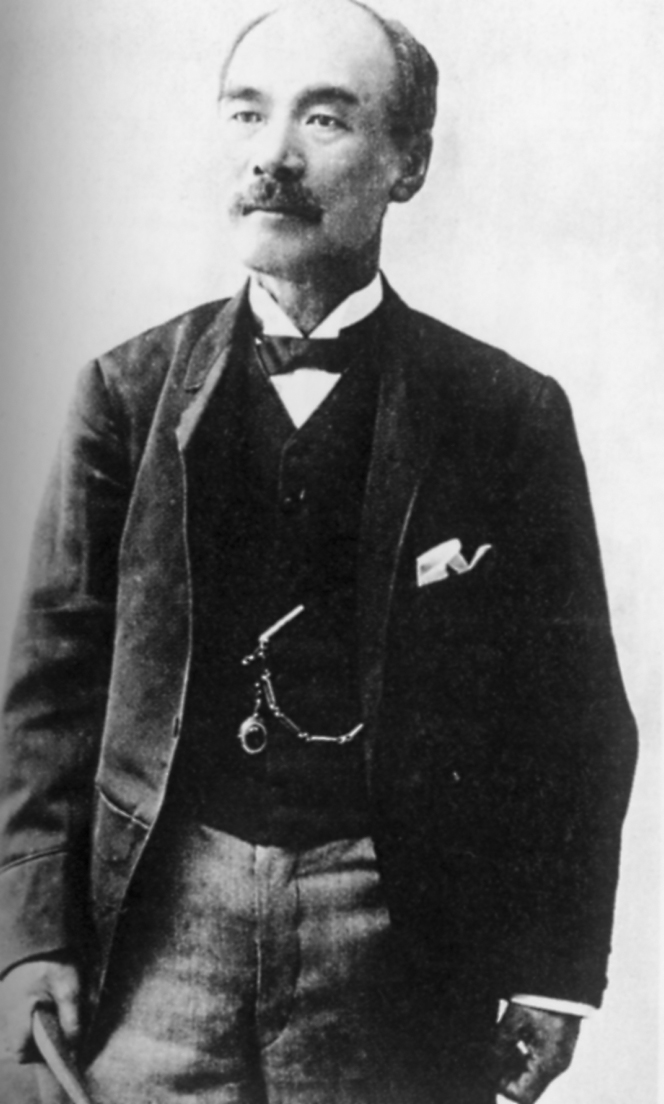
広瀬宰平

広瀬 宰平（ひろせ さいへい、文政11年5月5日（1828年6月16日） - 大正3年（1914年）1月31日）は、初代住友総理人である。明治期の大阪財界の大立者。位階は従六位勲四等。

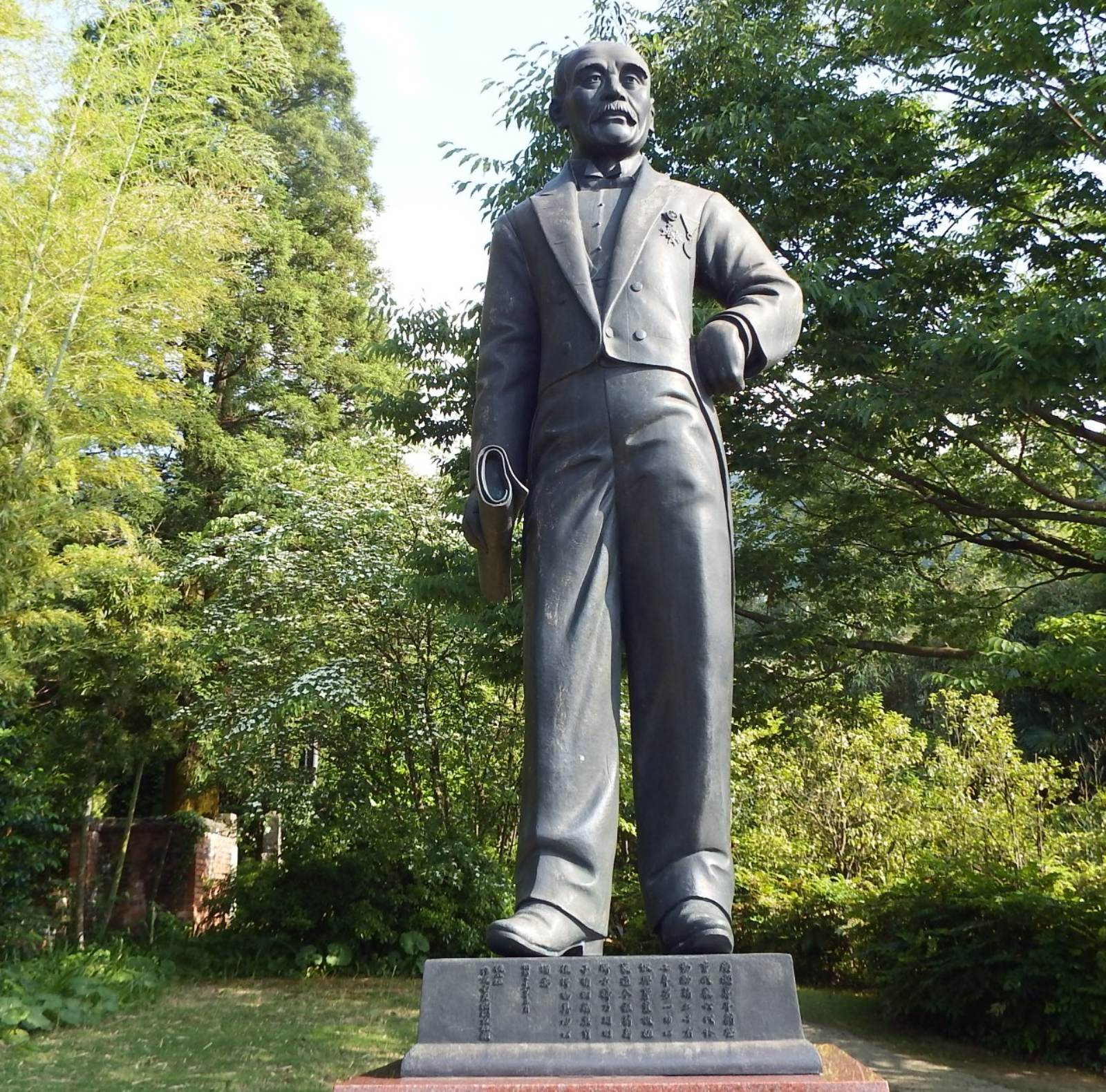
新居浜市広瀬歴史記念館の銅像

## 生涯
広瀬宰平は、近江国野洲郡八夫村（現滋賀県野洲市）の旧家・北脇家の次男として生まれた。幼名・駒之助、維新後は宰平と改名した。
9歳のとき、別子銅山の支配人をしていた叔父の北脇治右衛門に連れられて別子に移り、11歳のときに別子銅山に奉公にあがった。1855年、家長・住友吉左衛門の推薦で、元住友江戸店の支配方であった伊予国新居郡金子村久保田（現・新居浜市）の広瀬義右衛門の養子となる。1865年、別子銅山の近代化を訴えた宰平は、家長により別子銅山の総支配人に抜擢される。住友としては異例の人事であった。
明治維新の際には別子銅山を接収しようとした新政府代表の川田小一郎に対し「銅山経営を経験のない者に任せると、利益なく国家の大損失となる」と、経営を引き続き住友に任せるよう説得しこれを認めさせた。さらにフランスの技師ラロックを招いて指導を仰ぎ、部下をフランスに留学させて西洋技術を学ばせ、近代化を達成。たった四年で鉄道を開通させた。こうして住友の基盤を守り発展させ、その後は別子銅山で製鉄も始めたが、公害問題が生じ、農民の不満を募らせた。
また、宰平の住友への貢献は、住友の家政改革を断行したことでもある。1877年（明治10年）2月、住友家第十二代家長・吉左衛門友親は、病気のため宰平を総理代人に指名した。総理代人は「商法上一切の事務を総轄して、数多雇人を統御する」権限をもつとされたから、宰平は住友家の経営権限を委譲されたことになった。同時にそれは宰平の独裁制が強まったことを意味するものであった。
しかし、独裁的な権限を手中にするようになった宰平に対しては、住友内部から批判の声が起こるようになった。その底流には別子の近代化はさておき、宰平のリーダーシップにより展開した事業の成績が芳しくなかったこと、それに対して内部から強かった銀行設立の要望に広瀬がかたくなであったことなど事業戦略上の批判があった。また重任局での合議制を骨抜きにし、広瀬独裁体制を追認するよう家法改革を断行したことに対する不満もあった。こうした厳しい局面を迎えて、宰平は自ら退身する決意を固め辞表を提出し、1894年（明治27年）11月、総理人を辞任した。
1914年（大正3年）1月31日、85歳で卒去。住友家の菩提寺である大阪市天王寺区上本町4丁目2-35の実相寺に葬られたが、後には大阪メトロ谷町線の喜連瓜破駅と出戸駅の間にある大阪市営瓜破霊園にも分割された。この霊園の墓石は長男である広瀬満正が建立した。なお、満正は愛媛県で農業経営を行い実業家として活躍し、後には貴族院多額納税者議員となった。

## 栄典
- 1888年（明治21年）6月5日 - 金製黄綬褒章[1]
- 1892年（明治25年）7月19日 - 勲四等瑞宝章[2]

## 演じた人
- 榎木孝明 - TBSテレビ2016年1月3日放送　新春スペシャルドラマ「百年の計、我にあり －知られざる明治産業維新リーダー伝」[3]

## 関連書籍
- 佐藤雅美『幕末「住友」参謀―広瀬宰平の経営戦略』（1990年、講談社文庫）
- 本宮ひろ志『猛き黄金の国』（2004年、集英社文庫）[注 2]